# Diga di Yaylakavak
La diga di Yaylakavak è una diga della Turchia. Si trova nella provincia di Aydın.